# 국민 보건 서비스

잉글랜드의 NHS 로고

국민 보건 서비스(National Health Service)는 영국의 공공보건의료체계를 포괄하는 용어이다. 1948년부터 일반 세금으로 자금을 조달하고 있다. 영국의 세 구성국에서 제공하는 체계는 국민 보건 서비스 (NHS)라는 이름을 쓰고 있으며 (잉글랜드의 국민 보건 서비스, 스코틀랜드의 국민 보건 서비스, 웨일스의 보건 서비스), 북아일랜드의 보건 및 사회복지는 별도로 만들어졌으나 현지에서는 종종 "NHS"라고 불린다. 이 네 구성국에서 제공하는 체계는 1948년, 제2차 세계 대전 이후 주요 사회 개혁의 일환으로 형성되었다. 서비스의 기본 원칙은 제공 시점에서 포괄적이고 보편적이며 무료로 이루어져야 한다는 것이었다. 국민 보건 서비스는 지불 능력이 아닌 임상 치료 요구에 기반을 두고 있다. 각 서비스는 치과 치료와 안과 치료를 제외하고 영국에 거주하는 사람들을 위해 무료로 종합 의료 서비스를 제공한다. 잉글랜드에선 국민 보건 서비스 환자가 처방전 요금을 지불해야 하며, 60세 이상 고령층 및 국가 보조금 수령자 같은 사람들은 처방전 요금을 면제 받는다.
2015년부터 2016년까지 영국을 구성하는 네 구성국의 국민 보건 서비스는 총 1,367억 파운드의 예산으로 약 160만 명의 직원을 고용했다. 2014년, 영국 전역의 보건 부문 인력은 총 2,165,043명이었으며, 잉글랜드 178만 9586명, 스코틀랜드 19만 8368명, 웨일즈 11만 292명, 북아일랜드 6만 6797명으로 집계되었다. 2017년, 영국에 등록된 간호사는 69만1000명으로 전년 대비 1783명 감소하였다. 그러나 간호사 수가 감소한 것은 2008년 이후 처음이다. 24시간마다 100만 명의 환자를 돌보고 있는 국민 보건 서비스는 170만명의 직원을 두고 있는 세계에서 다섯 번째로 손꼽히는 고용주이자 세계 최대 규모의 비군사 조직이다.

## 역사
NHS는 1948년 7월 5일 기일에 시작하였다.

## 서비스 대상자
영국 거주자들은 고정된 금액의 처방 등을 제외하고는 대부분의 의료 치료에 비용이 들지 않는다. 치과의 경우 다르게 관리된다. NHS는 대형병원 입원을 포함하지 않는 긴급 치료 및 일반의(GP)의 경우 비거주자들에게 무료이다.